# فيرنر فايمان
فيرنر فايمان (بالألمانية: Werner Faymann) ـ (ولد في 4 مايو 1960) هو سياسي نمساوي، شغل منصب مستشار النمسا ورئيس الحزب الديمقراطي الاجتماعي النمساوي من 2008 حتى 2016.
كُلف فايمان بتشكيل الحكومة من قِبَل الرئيس الاتحادي النمساوي هاينز فيشر في 8 أكتوبر 2008، باعتباره رئيس أكبر الأحزاب المكونة للمجلس الوطني النمساوي.

## استقالته من منصبه
في يوم 9 مايو 2016 استقال فيرنر فايمن من منصب مستشار النمسا وزعيم الحزب الاشتراكي الديمقراطي.
| المناصب السياسية | المناصب السياسية                      | المناصب السياسية     |
| ---------------- | ------------------------------------- | -------------------- |
| سبقه             | مستشار النمسا 2008-12-02 - 2016-05-09 | تبعه ألفريد جوسنباور |

## روابط خارجية
- فيرنر فايمان على موقع مونزينجر (الألمانية)